# Somogytúr
Somogytúr je vas na Madžarskem, ki upravno spada pod podregijo Fonyódi Šomodske županije.